# Glycera guinensis
Glycera guinensis är en ringmaskart som beskrevs av Augener 1918. Glycera guinensis ingår i släktet Glycera och familjen Glyceridae. Inga underarter finns listade i Catalogue of Life.